# 11月17日 (旧暦)
旧暦11月17日は旧暦11月の17日目である。六曜は先負である。

## できごと
- 養老元年（ユリウス暦717年12月24日） - 元正天皇が行幸して養老の滝を命名したことに因み霊亀より養老に改元。
- 承暦元年（ユリウス暦1077年12月5日） - 承保より承暦に改元。
- 文治元年（ユリウス暦1185年12月10日） - 吉野山中で源義経と別れた愛妾・静御前が鎌倉幕府方に捕縛される。
- 弘安8年（ユリウス暦1285年12月14日） - 霜月騒動。内管領・平頼綱の讒言により、鎌倉幕府執権・北条貞時が外戚・安達泰盛一族を族滅。執権専政体勢が確立。
- 正保2年（グレゴリオ暦1646年1月3日） - 日光東照社に東照宮の号が与えられる。

## 忌日
- 天保7年（グレゴリオ暦1836年12月24日） - 飯塚伊賀七、発明家（* 1762年）
- 慶応3年（グレゴリオ暦1867年12月12日） - 中岡慎太郎、尊攘派志士（* 1838年）

## 記念日・年中行事
御城将棋（江戸時代、徳川吉宗の代から江戸幕府の崩壊まで）